# Copa Presidente de Ciudad de México 1981
La Copa Presidente de Ciudad de México 1981 fue un torneo de exhibición de fútbol, celebrado del 8 al 10 de mayo de 1981 en el estadio Azteca de la Ciudad de México. Nombrada así en honor a Luis Echeverría Álvarez, presidente en turno de México. Se consiguió la participación de los clubes Barcelona y Atlético de Madrid, que enfrentaron en eliminación directa al América y Cruz Azul.
El club celeste se hizo con el título tras vencer a los culés 3-1 en el juego inaugural, y a los de amarillo 2-1 en la instacia final, en una edición más del Clásico Joven. Destacó la figura del mediocentro Gerardo Lugo, quien terminó como goleador y fue elegido el mejor jugador del torneo. Barcelona se quedó con el tercer puesto, luego de vencer al Atlético con goles de Tente Sánchez y Lobo Carrasco.

## Equipos participantes
| Equipo                   | País   |
| Club América             | México |
| Club de Fútbol Cruz Azul | México |
| Fútbol Club Barcelona    | España |
| Club Atlético de Madrid  | España |

## Desarrollo
| 8 de mayo de 1981, 17:15 | Cruz Azul                           | 3:1 (1:0) | Barcelona     | Estadio Azteca, Ciudad de México |  |
|                          | Lugo 7' · Camacho 55' · Montoya 59' | Reporte   | Landáburu 72' |                                  |  |

|  |  |

| Cruz Azul:      |  |                       |  |     |
|                 |  |                       |  |     |
| POR             |  | Ricardo Ferrero       |  |     |
| DEF             |  | Nacho Flores          |  |     |
| DEF             |  | Miguel Cornero        |  |     |
| DEF             |  | Sergio Rubio          |  | 75' |
| DEF             |  | Rafael Toribio        |  |     |
| MED             |  | Armando Romero        |  |     |
| MED             |  | Guillermo Mendizábal  |  |     |
| MED             |  | Gerardo Lugo          |  | 45' |
| DEL             |  | Rodolfo Montoya       |  |     |
| DEL             |  | Daniel Astegiano      |  | 15' |
| DEL             |  | Carmelo D'Anzi        |  |     |
| Sustituciones:  |  |                       |  |     |
| DEL             |  | Horacio López Salgado |  | 15' |
| MED             |  | Adrián Camacho        |  | 45' |
| MED             |  | Bardomiano Viveros    |  | 75' |
| Entrenador:     |  |                       |  |     |
| Ignacio Trelles |  |                       |  |     |

| Barcelona:     |  |                   |  |     |
|                |  |                   |  |     |
| POR            |  | Pello Artola      |  | 45' |
| DEF            |  | Pepito Ramos      |  | 45' |
| DEF            |  | Migueli           |  |     |
| DEF            |  | Alexanko          |  |     |
| DEF            |  | Olmo              |  |     |
| MED            |  | Tente Sánchez     |  | 45' |
| MED            |  | Juan José Estella |  |     |
| MED            |  | Chus Landáburu    |  |     |
| DEL            |  | Allan Simonsen    |  |     |
| DEL            |  | Andrés Ramírez    |  |     |
| DEL            |  | Boquerón          |  |     |
| Sustituciones: |  |                   |  |     |
| POR            |  | Llangostera       |  | 45' |
| DEL            |  | Manolo            |  | 45' |
| MED            |  | Paco Martínez     |  | 45' |
| Entrenador:    |  |                   |  |     |
| Udo Lattek     |  |                   |  |     |

| 8 de mayo de 1981, 20:00 | América    | 1:0 (1:0) | Atlético de Madrid | Estadio Azteca, Ciudad de México |  |
|                          | Gamboa 44' | Reporte   |                    |                                  |  |

|  |  |

| América:       |  |                     |  |     |
|                |  |                     |  |     |
| POR            |  | Héctor Zelada       |  |     |
| DEF            |  | Mario Trejo         |  |     |
| DEF            |  | Alfredo Tena        |  |     |
| DEF            |  | Vinicio Bravo       |  |     |
| DEF            |  | Rodríguez           |  |     |
| MED            |  | Juan Antonio Luna   |  |     |
| MED            |  | Antonio de la Torre |  |     |
| MED            |  | Zizinho             |  | 65' |
| DEL            |  | Batata              |  | 70' |
| DEL            |  | Norberto Outes      |  | 65' |
| DEL            |  | Miguel Ángel Gamboa |  | 90' |
| Sustituciones: |  |                     |  |     |
| MED            |  | Javier Aguirre      |  | 65' |
| MED            |  | Carlos de los Cobos |  | 65' |
| MED            |  | Rafael Jardón       |  | 70' |
| DEL            |  | Jesús Mendizábal    |  | 90' |
| Entrenador:    |  |                     |  |     |
| Carlos Reinoso |  |                     |  |     |

| Atlético de Madrid: |  |                   |  |     |
|                     |  |                   |  |     |
| POR                 |  | Aguinaga          |  |     |
| DEF                 |  | López             |  | 86' |
| DEF                 |  | Balbino           |  |     |
| DEF                 |  | Arteche           |  |     |
| DEF                 |  | Julio Alberto     |  |     |
| DEF                 |  | Miguel Ángel Ruiz |  |     |
| MED                 |  | Mínguez           |  | 65' |
| MED                 |  | Quique Ramos      |  | 75' |
| MED                 |  | Dirçeu            |  |     |
| MED                 |  | Pedro Pablo       |  | 75' |
| DEL                 |  | Marcos Alonso     |  |     |
| Sustituciones:      |  |                   |  |     |
| MED                 |  | Julio Prieto      |  | 65' |
| DEL                 |  | Rubén Cano        |  | 75' |
| DEL                 |  | Pedraza           |  | 75' |
| DEF                 |  | Nadal             |  | 86' |
| Entrenador:         |  |                   |  |     |
| Carriega            |  |                   |  |     |

### Tercer puesto
| 10 de mayo de 1981, 17:15 | Barcelona                             | 2:0 (0:0) | Atlético de Madrid | Estadio Azteca, Ciudad de México |  |
|                           | Tente Sánchez 60' · Lobo Carrasco 79' | Reporte   |                    |                                  |  |

|  |  |

| Barcelona:     |  |                   |  |     |
|                |  |                   |  |     |
| POR            |  | Pello Artola      |  |     |
| DEF            |  | Pepito Ramos      |  | 69' |
| DEF            |  | Migueli           |  |     |
| DEF            |  | Alexanko          |  |     |
| DEF            |  | Manolo            |  |     |
| MED            |  | Tente Sánchez     |  |     |
| MED            |  | Jesús Landáburu   |  | 59' |
| MED            |  | Juan José Estella |  |     |
| DEL            |  | Allan Simonsen    |  | 50' |
| DEL            |  | Andrés Ramírez    |  |     |
| DEL            |  | Boquerón          |  |     |
| Sustituciones: |  |                   |  |     |
| DEL            |  | Lobo Carrasco     |  | 50' |
| MED            |  | Paco Martínez     |  | 59' |
| DEF            |  | Albaladejo        |  | 69' |
| Entrenador:    |  |                   |  |     |
| Udo Lattek     |  |                   |  |     |

| Atlético de Madrid: |  |                   |  |     |
|                     |  |                   |  |     |
| POR                 |  | Belza             |  |     |
| DEF                 |  | López             |  |     |
| DEF                 |  | Balbino           |  |     |
| DEF                 |  | Arteche           |  |     |
| DEF                 |  | Julio Alberto     |  |     |
| MED                 |  | Julio Prieto      |  |     |
| MED                 |  | Miguel Ángel Ruiz |  |     |
| MED                 |  | Quique Ramos      |  | 45' |
| DEL                 |  | Rubio             |  |     |
| DEL                 |  | Pedraza           |  |     |
| DEL                 |  | Rubén Cano        |  | 45' |
| Sustituciones:      |  |                   |  |     |
| DEF                 |  | Durán             |  | 45' |
| MED                 |  | Pedro Pablo       |  | 45' |
| Entrenador:         |  |                   |  |     |
| Carriega            |  |                   |  |     |

### Final del torneo
| 10 de mayo de 1981, 20:00 | Cruz Azul                 | 2:1 (1:0) | América          | Estadio Azteca, Ciudad de México |  |
|                           | Lugo 44' · Mendizábal 78' | Reporte   | Trejo 60' (pen.) |                                  |  |

|  |  |

| Cruz Azul:      |  |                         |  |     |
|                 |  |                         |  |     |
| POR             |  | Ricardo Ferrero         |  |     |
| DEF             |  | Nacho Flores            |  | 80' |
| DEF             |  | Marco Trejo             |  |     |
| DEF             |  | Miguel Cornero          |  |     |
| DEF             |  | Rafael Toribio          |  |     |
| MED             |  | Guillermo Mendizábal    |  |     |
| MED             |  | Daniel Bartolotta       |  | 45' |
| MED             |  | Gerardo Lugo            |  |     |
| MED             |  | Mario Medina            |  | 66' |
| DEL             |  | Rodolfo Montoya         |  | 80' |
| DEL             |  | Adrián Camacho          |  |     |
| Sustituciones:  |  |                         |  |     |
| MED             |  | Miguel Rosas            |  | 45' |
| MED             |  | Jesús Ramírez del Valle |  | 66' |
| DEF             |  | Roberto Zepeda          |  | 80' |
| DEL             |  | Silvio Fógel            |  | 80' |
| Entrenador:     |  |                         |  |     |
| Ignacio Trelles |  |                         |  |     |

| América:       |  |                     |  |     |
|                |  |                     |  |     |
| POR            |  | Héctor Zelada       |  |     |
| DEF            |  | Mario Trejo         |  | 70' |
| DEF            |  | Vinicio Bravo       |  |     |
| DEF            |  | Alfredo Tena        |  |     |
| DEF            |  | Rafael Jardón       |  |     |
| MED            |  | Carlos de los Cobos |  | 70' |
| MED            |  | Antonio de la Torre |  |     |
| MED            |  | Manolo Rodríguez    |  |     |
| DEL            |  | Batata              |  | 60' |
| DEL            |  | Zizinho             |  |     |
| DEL            |  | Jesús Mendizábal    |  | 60' |
| Sustituciones: |  |                     |  |     |
| MED            |  | Javier Aguirre      |  | 60' |
| MED            |  | Cristóbal Ortega    |  | 60' |
| MED            |  | Juan Antonio Luna   |  | 70' |
| DEF            |  | Rodríguez           |  | 70' |
| Entrenador:    |  |                     |  |     |
| Carlos Reinoso |  |                     |  |     |

| Campeón Copa Presidente 1981 |
| ---------------------------- |
| Cruz Azul Única edición      |